# Mrągowskie Studia Humanistyczne
Mrągowskie Studia Humanistyczne. Czasopismo poświęcone historii i literaturze w regionie mrągowskim – rocznik ukazujący się od 1999 roku w Mrągowie. Wydawcą jest Polskie Towarzystwo Historyczne, oddział w Olsztynie, koło w Mrągowie. Publikowane są w nim artykuły naukowe, recenzje, materiały dotyczące historii regionu mrągowskiego. Redaktorem naczelnym jest Jan Gancewski.